# Höfen (Floß)
Höfen ist Ortsteil des Marktes Floß im Bezirk Oberpfalz im Landkreis Neustadt an der Waldnaab.

## Geographische Lage
Der Weiler Höfen liegt ungefähr vier Kilometer südlich von Floß, östlich der Staatsstraße 2181.

## Geschichte

### 14. bis 16. Jahrhundert
1396 wurde Höfen (auch: Hueffen, Hövenn) in einer Urkunde erwähnt. Ulrich Redwiczer wurde als Eigentümer des Gutes zu Höfen aufgeführt.
Höfen wurde 1515 in einem Protokoll erwähnt, das es der Halsgerichtsbarkeit von Floß zuordnete.
1541 wurde in einem Steuerbuch ein Bauer zu Höfen aufgeführt, der dem Pfarrer zu Floß zehentbar war. Als sein Besitz wurden 3 Pferde, 7 Rinder, 3 Jungrinder, 14 Schafe und 2 Schweine aufgezählt.
In einem Verzeichnis der Mannschaften um das Jahr 1559 wurden die folgenden zu Floß gehörigen Ortschaften aufgeführt:
Bergnetsreuth, Boxdorf, Diebersreuth, Diepoltsreuth, Ellenbach, Fehrsdorf, Gailertsreuth, Gösen, Grafenreuth, Hardt, Haupertsreuth, Höfen, Konradsreuth, Meierhof, Niedernfloß, Oberndorf, Pauschendorf, Plankenhammer, Ritzlersreuth, Schnepfenhof, Schönberg, Steinfrankenreuth, Weikersmühle, Welsenhof, Wilkershof, Würnreuth, Würzelbrunn.
Für Höfen wurde eine Mannschaft verzeichnet:
Connz Stahell.
1580 und 1598 wurden 2 Höfe in Höfen aufgeführt.

### 17. Jahrhundert
Während des Dreißigjährigen Krieges zogen in den Jahren 1620 und 1621 die Mansfeldischen Soldaten durch Höfen.
Dabei raubten sie den Bauern Geld, Vieh, Getreide, Lebensmittel, Kleidung, Wäsche, Betten, kupferne Pfannen und Töpfe, Werkzeuge, Waffen usw., fischten die Weiher ab und verbrannten und zerstörten die Bauernhöfe.
Eine Schadensaufstellung für Höfen aus dem Jahr 1621 ergab einen Schaden von insgesamt 330 Gulden und 7 Kreuzer.
Im Hof der Friedrichsburg in Vohenstrauß fand 1650 die Erbhuldigung gegenüber Pfalzgraf von Pfalz-Sulzbach Christian August statt.
Höfen erscheint auf der Huldigungsliste mit einem Hofbesitzer: Hannß Lindtner.
Im Jahr 1652 wird Höfen beschrieben mit 1 Hof.
Seine Einwohner zu dieser Zeit waren 1 Ehepaar, 2 Kinder.
Das Vieh bestand aus 4 Ochsen, 3 Kühen, 3 Jungrindern, 2 Schweinen.

### 18. Jahrhundert bis Gegenwart
Eine Beschreibung des Fürstlichen Pflegamtes Floßerbürg aus dem Jahr 1704 verzeichnete für
Höfen 1 Mannschaft, 1 Hof.
In einer historisch-statistischen Beschreibung des Pflegamtes Floß von 1794 wurden aufgeführt für
Höfen 1 Bauer, insgesamt 9 Einwohner.
Um 1800 war Höfen eine Einöde mit 2 Häusern und 20 Einwohnern.
Höfen gehörte zur Anfang des 19. Jahrhunderts entstandenen Ruralgemeinde Grafenreuth, die auch Steuerdistrikt war.
Zum Steuerdistrikt ebenso wie zur Ruralgemeinde Grafenreuth gehörten die Weiler Grafenreuth, Diebersreuth und Steinfrankenreuth und die Einöde Höfen.
Der Steuerdistrikt Grafenreuth hatte insgesamt 139 Einwohner und 18 Wohngebäude.
Die Ortschaft Höfen hatte 1817 26 Einwohner und 2 Wohngebäude, 1861 21 Einwohner und 1961 29 Einwohner und 5 Wohngebäude.
Am 1. Januar 1972 wurde die Gemeinde Grafenreuth, und damit auch Höfen, in den Markt Floß eingegliedert.